# Betty Webb
Charlotte Elizabeth Webb (nacida Vine-Stevens; Ryecroft, Richard's Castle, Herefordshire 13 de mayo de 1923 - 31 de marzo de 2025) fue una criptoanalista británica que trabajó en Bletchley Park durante la Segunda Guerra Mundial.  En 1941, con 18 años de edad, se unió al Servicio Territorial Auxiliar Británico. Al referirse a su participación en la misión ultrasecreta de Bletchley Park, dijo: «Quería contribuir más al esfuerzo bélico que simplemente hornear rollitos de salchicha.»

## Trayectoria
Webb recibió el nombre de Charlotte, como su madre, aunque solían llamarla "Betty". Describió su infancia como "idílica" y pasó gran parte de su juventud recibiendo educación en casa, donde su madre se encargaba de impartir clases a ella y a su hermana. En el momento de comenzar la Segunda Guerra Mundial, Web estaba cursando Ciencias Domésticas en el Radbrook College de Shrewsbury. Se alistó en el Servicio Territorial Auxiliar en cuanto cumplió 18 años en mayo de 1941 y realizó el entrenamiento básico en el cuartel de Hightown de los Royal Welch Fusiliers en Wrexham (Gales). De allí, se trasladó a Londres para una entrevista en la Devonshire House y, acto seguido, fue enviada a Bletchley Park, en Buckinghamshire.

## Segunda Guerra Mundial y Bletchley Park
Webb era bilingüe en alemán, por lo que al llegar a Bletchley Park se le asignó la tarea de catalogar mensajes de radio alemanes encriptados, que habían sido interceptados por los británicos, contribuyendo así a la ruptura del cifrado alemán Enigma.
Mientras que la mayoría de los trabajadores de Bletchley Park estaban destinados a una de las cabañas del complejo, como la Cabaña 3 o la Cabaña 11, Webb estuvo principalmente en la 'Mansión', en el departamento del Mayor Ralph Tester, y en el Bloque F, que correspondía a la sección japonesa. En el departamento de Tester, algunas de las tareas que realizaba incluían registrar los mensajes en pequeñas tarjetas —Webb calculaba que en todo el complejo se procesaban unas 10,000 al día— y organizarlas en cajas de zapatos siguiendo un orden estricto para que pudieran localizarse rápidamente cuando se necesitaran. En el Bloque F, Webb trabajó con mensajes japoneses interceptados, su tarea específica era parafrasear los mensajes japoneses que habían sido descifrados y traducidos.

Utilizabas otras palabras para convertir un mensaje en algo que significara exactamente lo mismo, con la esperanza de que los japoneses no lo reconocieran como un mensaje descifrado. Era una forma de ayudar a encubrir la propia existencia de Bletchley Park.

Webb destacó tanto realizando ese trabajo que al finalizar la guerra en Europa fue enviada a Washington para apoyar el esfuerzo bélico estadounidense. Estuvo destinada en el Pentágono desde mayo de 1945 hasta agosto de ese mismo año, siendo transferida de nuevo a Reino Unido en octubre de 1945.
En 1955 se alistó en el Territorial Army (fuerza de reserva voluntaria en servicio activo del Ejército Británico), llegando a ocupar el puesto de oficial de reclutamiento en la zona de West Midlands.
Todos los nuevos reclutas que llegaban a Bletchley Park eran conducidos a una sala donde se les pedía que leyeran y firmaran la Ley de Secretos Oficiales antes de iniciar sus funciones. La estricta confidencialidad les prohibía hablar sobre su trabajo, incluso con sus familiares, amigos o con otros colegas dentro del propio Bletchley Park. No fue hasta finales de la década de 1970 cuando, al revelarse parte del secreto, Betty Webb y sus compañeros de Bletchley Park finalmente comprendieron la verdadera naturaleza de su trabajo y el alcance de lo que habían logrado.

## Reconocimientos
Webb fue nombrada Miembro de la Orden del Imperio Británico (MBE) en la ceremonia de los Queen's Birthday Honours de 2015, "por sus servicios en la preservación y promoción del trabajo realizado en Bletchley Park".  
Desde 2020, fue embajadora de la 'Operación Bletchley', una serie de desafíos consistentes en recorridos a pie y descifrado de códigos con el objetivo de recaudar fondos para el Army Benevolent Fund (Fondo de Ayuda del Ejército).
En 2021, su labor en Bletchley Park fue reconocida por el Gobierno de Francia, que la nombró Chevalier de la Légion d'Honneur.
En 2023, fue invitada a la coronación del rey Carlos el 6 de mayo y se sentó en la primera fila.
Webb cumplió 100 años en mayo de 2023 y celebró su cumpleaños con una fiesta en Bletchley Park, que incluyó el sobrevuelo de un bombardero Avro Lancaster.

## Obras
- Webb, Betty (2023). No More Secrets: My Part in Codebreaking at Bletchley Park and the Pentagon. Ad Lib Publishers Limited. ISBN 978-1837-7002-19.
- Webb, Charlotte (2014). Secret Postings: Bletchley Park to the Pentagon. BookTower Publishing. ISBN 978-0955-7164-78.